# Lamont (cràter)

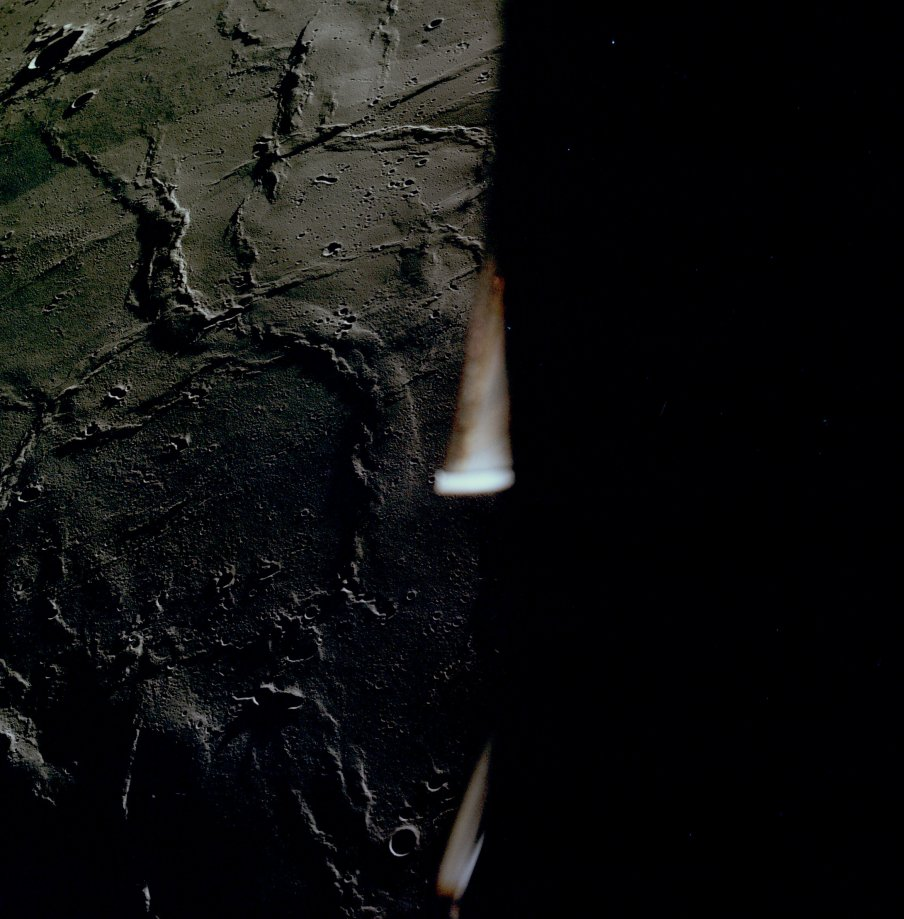
Fotografia de la missió Apol·lo 11

Lamont és un sistema de crestes baixes en la superfície del Mare Tranquillitatis, que és molt probablement un cràter d'impacte submergit. Es troba al sud-est del cràter Aragó.
Lamont té la forma de dos anells aproximadament concèntrics, però incomplets, amb un diàmetre interior de 60 km i un diàmetre exterior de 120  km (el diàmetre oficial és de 75 km). Les crestes irradien lluny del centre de Lamont, excepte en els quadrants est i oest. El sistema de crestes del brocal presenta només uns pocs centenars de metres d'altura, amb una amplària que fa una mitjana de 5 km, sent una mica més gruixuda al sud-est. Aquest cràter només és fàcilment visible amb angles baixos d'il·luminació, quan les ombres destaquen les característiques del terreny.
Està associat amb una concentració de massa (mascon), una regió sota la superfície de material de major densitat.
|  |  |